# Dekanat łaski
Dekanat łaski to dekanat należący do Archidiecezji łódzkiej. Siedzibą dekanatu jest Łask (parafia Niepokalanego Poczęcia NMP i św. Michała Archanioła).
W skład dekanatu wchodzi 10 parafii po reformie kościelnej:
- Parafia świętego Stanisława Biskupa i świętego Mikołaja Biskupa w Borszewicach
- Parafia Świętego Wojciecha w Dobroniu
- Parafia Niepokalanego Poczęcia Najświętszej Maryi Panny i św. Michała Archanioła w Łasku
- Parafia św. Faustyny Kowalskiej w Łasku
- Parafia Wniebowzięcia Najświętszej Maryi Panny w Łasku
- Parafia św. Franciszka z Asyżu w Teodorach
- Parafia Najświętszego Serca Jezusowego w Wiewiórczynie
- Parafia świętej Anny we Wrzeszczewicach
- Parafia Najświętszego Serca Pana Jezusa w Zduńskiej Woli - Karsznicach
- Parafia Najświętszej Maryi Panny Matki Kościoła w Okupie Wielkim